# 新生宣教団
新生宣教団（しんせいせんきょうだん）は、発展途上国等の言語の聖書および日本国内向けの伝道文書を印刷するキリスト教宣教団体である。賛美歌集『新生の歌』（1999年出版、全62曲、日本基督教団賛美歌委員会著作権使用許諾）を発行している。

## 正式名称
宗教法人 ニューライフ・ミニストリーズ 新生宣教団であるが、正式名で呼ばれることは稀で新生宣教団と呼ばれるのが普通である。旧正式名称はノルウェージャン新生宣教団や新生運動などである。

## 所在地
- 埼玉県比企郡鳩山町熊井170番地で鳩山ニュータウンから離れた丘陵地帯に建てられている。